# Batalha de Estrúmica
A Batalha de Estrúmica (Strumitsa) ocorreu perto de Estrúmica, atualmente no território da Macedônia do Norte, em agosto de 1014 e foi travada entre o Império Búlgaro e o Império Bizantino. Logo depois do desastre da Batalha de Clídio, as forças do filho do imperador Samuel da Bulgária, Gabriel Radomir, derrotara o exército do governador (duque) de Tessalônica, Teofilacto Botaniates, que morreu na batalha. Depois de sua morte, o imperador bizantino Basílio II foi forçado a recuar e não conseguiu se aproveitar do sucesso em Clídio.

## A batalha
Depois da vitória em 29 de julho de 1014, quando grande parte do exército búlgaro foi destruído, Basílio marchou para oeste e tomou a pequena fortaleza de Matsukion, perto de Estrúmica, mas a cidade em si permaneceu sob controle búlgaro. Por isso, o imperador bizantino enviou um exército liderado pelo seu mais habilidoso general, Teofilacto Botaniates, para destruir a paliçada que protegia a entrada sul da cidade, construída por Samuel antes da invasão, abrindo assim o caminho para os bizantinos chegaram até Tessalônica pelo vale do Vardar.
| “ | Ele [Botaniates] continuou sua marcha e os búlgaros que defendiam as redondezas permitiram que ele prosseguisse ileso. Mas quando ele estava se preparando para voltar ao imperador depois de ter cumprido suas ordens, ele foi emboscado numa profunda garganta. Quando ele entrou, foi cercado e atacado com flechas e pedras; ele foi morto e ninguém poderia tê-lo ajudado... | ” |
|   | — João Escilitzes, Historia, v. II, p. 66. |   |

O historiador Vasil Zlatarski afirma que o campo de batalha foi o cânion de Kosturino, entre os montes Belasitsa e Plavush. Os bizantinos não conseguiram organizar suas defesas na estreita passagem e foram aniquilados. A maior parte das tropas foi morta, incluindo o comandante. De acordo com o bispo Miguel de Devol, Botaniates foi morto pelo herdeiro do trono búlgaro, Gabriel Radomir, que o espetou com sua lança. Ao saber da dura e inesperada derrota, Basílio II foi forçado a recuar imediatamente para o leste e não pode avançar até Tessalônica como pretendia. Ele também levantou o cerco a Estrúmica. Para dobrar os búlgaros, Basílio II cegou 99 de cada 100 soldados capturados em Clídio, deixando o último em cada grupo com apenas um olho para guiá-lo e os enviou todos de volta ao imperador Samuel.